# Stan Nicholls
Stan Nicholls (Londra, 1949) è uno scrittore britannico di fantasy.

## Biografia
Scrive a tempo pieno dal 1981 ed è l'autore di molti romanzi e racconti, anche se è conosciuto soprattutto per la trilogia Orchi.
Suoi articoli sono apparsi, tra gli altri, su The Guardian, The Independent, The Daily Mirror, Time Out, Sight and Sound, Rolling Stone, SFX e Locus. Nicholls ha lavorato per un gran numero di librerie ed è stato il primo manager della filiale londinese di Forbidden Planet.
Nel 2007 ha ricevuto il Le'Fantastique Lifetime Achievement Award for Contributions to Literature al Trolls & Legendes Festival di Mons in Belgio.
Vive nelle Midlands Occidentali con la moglie Anne Gay, a sua volta autrice di libri di fantascienza.

## Opere

### Orchi
- I guardiani dei lampi (orig.: First Blood: Bodyguard of Lightning), collana Oscar Mondadori, Arnoldo Mondadori Editore, 2005,  pp. 306, cap. 25, ISBN 88-04-55609-9.
- Le legioni del tuono (orig.: First Blood: Legion of Thunder), collana Oscar Mondadori, Arnoldo Mondadori Editore, 2005,  pp. 286, cap. 23, ISBN 88-04-56164-5.
- I guerrieri della tempesta (orig.: First Blood: Warriors of Tempest), collana Oscar Mondadori, Arnoldo Mondadori Editore, 2006,  pp. 349, cap. 25, ISBN 88-04-56195-5.
- I figli del lupo. La guerra degli orchi (orig.: Bad Blood: Weapons of Magical Destruction), collana Oscar Mondadori, Arnoldo Mondadori Editore, 2008,  p. 346.
- L'armata delle ombre. La guerra degli orchi (orig.: Bad Blood: Army of Shadows), collana Oscar Mondadori, Arnoldo Mondadori Editore, 2010,  p. 273.
- Bad Blood: Inferno (inedito in Italia)

### Trilogia Dreamtime
- Quicksilver Rising / Covenant Rising (inedito in Italia)
- Quicksilver Zenith / Righteous Blade (inedito in Italia)
- Quicksilver Twilight / Diamond Isle (inedito in Italia)

### Trilogia Nightshade
- Book of Shadows (inedito in Italia)
- Shadow of a Sorcerer (inedito in Italia)
- Gathering of Shadows (inedito in Italia)